# Лейк-Міллс (Вісконсин)
Лейк-Міллс (англ. Lake Mills) — місто (англ. city) в США, в окрузі Джефферсон штату Вісконсин. Населення — 6211 особа (2020).

## Географія
Лейк-Міллс розташований за координатами 43°4′34″ пн. ш. 88°54′27″ зх. д. / 43.07611° пн. ш. 88.90750° зх. д. (43.076014, -88.907598).  За даними Бюро перепису населення США в 2010 році місто мало площу 11,48 км², з яких 10,51 км² — суходіл та 0,97 км² — водойми.

## Демографія
Згідно з переписом 2010 року, у місті мешкало 5708 осіб у 2319 домогосподарствах у складі 1503 родин. Густота населення становила 497 осіб/км².  Було 2776 помешкань (242/км²).
Расовий склад населення:
| - 96,1 % — білих - 0,7 % — чорних або афроамериканців - 0,5 % — азіатів - 0,2 % — корінних американців - 1,2 % — осіб інших рас |

До двох чи більше рас належало 1,3 %. Частка іспаномовних становила 3,8 % від усіх жителів.
За віковим діапазоном населення розподілялося таким чином: 24,9 % — особи молодші 18 років, 61,6 % — особи у віці 18—64 років, 13,5 % — особи у віці 65 років та старші. Медіана віку мешканця становила 37,2 року. На 100 осіб жіночої статі у місті припадало 95,2 чоловіків;  на 100 жінок у віці від 18 років та старших — 92,2 чоловіків також старших 18 років.
Середній дохід на одне домашнє господарство  становив 69 612 долари США (медіана — 65 162), а середній дохід на одну сім'ю — 79 357 доларів (медіана — 73 203). Медіана доходів становила 48 750 доларів для чоловіків та 42 175 доларів для жінок. За межею бідності перебувало 8,0 % осіб, у тому числі 12,7 % дітей у віці до 18 років та 6,4 % осіб у віці 65 років та старших.
Цивільне працевлаштоване населення становило 2982 особи. Основні галузі зайнятості: освіта, охорона здоров'я та соціальна допомога — 23,6 %, роздрібна торгівля — 17,0 %, виробництво — 16,1 %.